# 友達の唄 (ゆずの曲)
「友達の唄」（ともだちのうた）は、ゆず通算7枚目のシングル。1999年9月29日にセーニャ・アンド・カンパニーから発売された。

## 概要
この曲で6作連続TOP10入り、5作連続20万枚突破した。
2ヶ月連続のシングルリリースとなった。
初回限定盤EPサイズジャケット盤、ピクチャーディスクが存在する。EPサイズ版のジャケット写真にはゆずの二人が写っていない。アルバム『ゆずえん』の告知シートが封入されていた。

## 収録曲
1. 友達の唄　（5:11）
  - 作詞・作曲: 北川悠仁/ストリングスアレンジ：阿部雅士※
  - 仮タイトルは「皮パン」。ライブツアー中、ひらめき的に「友達の唄」というタイトルをつけたという（当時のインタビューより）。
  - ミュージック・ビデオはモノクロ映像である。（PV集「録歌選 金銀」に収録。）
  - 江崎グリコ・ポッキーのコマーシャルソングに起用された。
※アルバム『ゆずえん』歌詞カードにクレジットされている。
2. 未練歌　（4:29）
  - 作詞・作曲: 北川悠仁
  - 終わりそうで終わらない、後奏が長めの曲。唯一カップリング曲の中で『ゆずえん』に収録された。
  - 近年のライブでは、振り付けと共に披露されることが多い。
3. 待ちぼうけ　（4:01）
  - 作詞・作曲: 岩沢厚治
  - 前奏前に会話が聴こえる、その会話で悠仁がタンバリンを忘れたと言って取りに戻っている。寺岡呼人のスタジオのベランダでレコーディングされたデモテープ風の音源。路上時代の楽曲で、1997年春制作。
  - ミニアルバム「ゆずの素」の収録候補に上がっていたが、収録されず、今回のシングルのカップリングになった。

## 収録作品
- 友達の唄
  - ゆずえん
  - Home 1997-2000
  - YUZU 20th Anniversary ALL TIME BEST ALBUM ゆずイロハ 1997-2017
- 友達の唄 （Live Version #1）
  - 歌時記 〜ふたりのビッグ（エッグ）ショー篇〜
- 友達の唄（Live Version #2）
  - 二人参客 2015.8.16〜黄色の日〜
- 未練歌
  - ゆずえん
- 待ちぼうけ
※アルバム未収録

## テレビ出演
- 夢・音楽館（2004年9月16日、NHK総合）
- SMAP×SMAP（2009年4月20日、フジテレビ）

## カバー
友達の唄
- 喜多見柚（武田羅梨沙多胡）・堀裕子（鈴木絵理） - ゲーム『アイドルマスター シンデレラガールズ スターライトステージ』収録曲として2019年1月1日に追加。翌年2020年1月8日発売のシングル「THE IDOLM@STER CINDERELLA GIRLS STARLIGHT MASTER 35 Palette」に収録された。

## 関連人物
- 寺岡呼人